# インターコンチネンタルカップ (サッカー)
インターコンチネンタルカップ（英: Intercontinental Cup）は、かつて行われていたサッカーのクラブチームによる国際大会。国際サッカー連盟（FIFA）、欧州サッカー連盟（UEFA）、南米サッカー連盟（CONMEBOL）の主催。

## 概要
20世紀後半にサッカーが盛んであった欧州と南米の2大陸で大陸王者になったクラブチーム同士が試合を行い、事実上の「世界一のクラブチーム」を決定する試合であった。1960年より開始、1980年度からはトヨタ自動車が冠スポンサーとなることで「トヨタカップ」と通称されることになる。
その後、他の4大陸を交えたFIFAクラブワールドカップが2000年にスタートしたのを受けて、これに吸収される形で2004年度限りでインターコンチネンタルカップは終了となり、「トヨタカップ」の通称もFIFAクラブワールドカップに引き継がれた。
その後、FIFAクラブワールドカップが2025年大会から4年に1回となり、かつ各大陸の年間王者以外の強豪チームも参加する形に改組されると、それまでのFIFAクラブワールドカップで行われていた「6大陸の年間王者のみが参加する、年間の世界一のクラブチーム決定戦」を踏襲する大会として、新たにFIFAインターコンチネンタルカップが開催されることとなった。

## 歴史
1950年代、プロサッカーの2大勢力であった、欧州と南米のクラブチームによる世界一決定戦の計画が持ち上がるようになる。1956年から開かれていた欧州のUEFAチャンピオンズカップの南米版として、コパ・リベルタドーレスがウルグアイの提案で1960年より始まり、この年に両大会のチャンピオンの直接対決の場として、第1回のインターコンチネンタルカップが開催された。
当初はホーム・アンド・アウェー方式で行われていたがサポーターの過熱化、特に南米でかつての宗主国への反感が増幅され、頻繁に暴動が起こるようになった。選手の移動スケジュール等も次第に問題とされるようになり、また1970年代から欧州チャンピオンのクラブが遠征の負担などを理由に出場を次々と辞退する事態も起こり、1975年と1978年には、開催自体が中止に追い込まれるようになってしまった。
そこで1980年頃に「中立な第三国での一発勝負であれば、安全面やスケジュールの問題もクリアできるのではないか」という話が持ち上がり、その試合の開催地として日本が浮上する。この話に日本テレビと電通が乗る形で企画がスタートし、トヨタ自動車が冠スポンサーとなる。
当初は1981年12月に第1回大会を開催する方向で調整を進めていたが、その最中にヨーロッパチャンピオンであるノッティンガム・フォレストが、UEFAチャンピオンズカップの1回戦でいきなり敗北し、スケジュールが空いたことなども重なり、結局予定を繰り上げて1981年2月に第1回大会を開催することに決定。大会名もトヨタ ヨーロッパ/サウスアメリカ カップ（TOYOTA European/South American Cup）、通称：トヨタカップとなった。
ちなみに大会の開催に当たっては、試合開催地のサッカー協会である日本サッカー協会（JFA）の承認が必要だが、第1回大会ではJFA内部で「大会の開催は時期尚早」として理事会で承認を否決したというエピソードが残っている。ただこの時点で日本テレビ・電通では具体的な大会の開催準備を始めてしまっていたこともあり、両社は関係者に懸命の説得を行い、次回の理事会で何とか承認を受け開催にこぎつけている。
第2回大会（1981年）からは、元々日本テレビと電通が計画していた12月開催に移行した。また第15回大会（1994年）以降は夜間開催となった。
第6回大会（1985年）でユヴェントスが来日した以降、一気に大会の注目度が高まったが、一方で大会中止を求める声も上がるようになっていた。そのような状況の中行われた第8回大会（1987年）では、雪の降る中の大会となり、主審は前半が終わった段階で試合を中止させようとしたが、ポルトとペニャロールの両チームの選手たちは「絶対に決着をつける」と試合続行を要求。選手たちの要求通り、試合は続行され、延長戦にもつれ込む熱戦となった（試合は2-1でポルトの勝利）。試合後、トヨタの日本各地のディーラーや世界の関係者から「実に感動的な試合だった。これこそがトヨタがやるべきスポーツイベントだ」と大会継続の要望が寄せられた。さらに大会スポンサーのトヨタ自動車社長の豊田章一郎自身が、この試合を見て大会継続を決意したこともあり、トヨタカップは継続された。
しかし20世紀末に入ると、欧州・南米以外の4大陸もFIFAワールドカップで活躍するようになったことから、この4大陸も含めた全6大陸の大陸一のクラブによる世界一決定戦を行う機運が高まり、2000年にFIFAクラブ世界選手権（その後FIFAクラブワールドカップに改称）が開催される。同大会は数年中断するが、2005年からインターコンチネンタルカップのフォーマットを引き継ぐ形で再開、「トヨタカップ」の通称も引き継ぐこととなったため、インターコンチネンタルカップは2004年の大会を最後に、FIFAクラブワールドカップに統合される形で終了した。
なお、FIFAは2017年のFIFA理事会において、1960年から2004年までに開催された当大会の優勝クラブを正式なクラブ世界チャンピオンとして承認した。

## 開催方式
1960年から1979年まではホーム・アンド・アウェー方式の2試合で行われ、勝ち点制が導入された。2試合を行って勝ち点が同じの場合は2試合目を行ったチームのホームでプレーオフが開催された。しかし、その制度は第2戦を行ったチームに有利なものであったため1967年からプレーオフの開催地を第2戦を行った大陸の第三国とし、1968年からはアウェーゴール・ルールも導入された。
1980年からは国立霞ヶ丘競技場（2002年より横浜国際総合競技場）の1戦のみで勝敗を決するようになり、90分で決着がつかない場合にはシルバーゴール方式で試合が行われた。

## 結果
| 年度                                    | 優勝                         | 結果                         | 準優勝                       | 会場                                                                                             |
| インターコンチネンタルカップ            | インターコンチネンタルカップ | インターコンチネンタルカップ | インターコンチネンタルカップ | インターコンチネンタルカップ                                                                     |
| --------------------------------------- | ---------------------------- | ---------------------------- | ---------------------------- | ------------------------------------------------------------------------------------------------ |
| 1960                                    | レアル・マドリード           | 0 - 0 5 - 1                  | ペニャロール                 | センテナリオ（モンテビデオ） サンティアゴ・ベルナベウ（マドリード）                              |
| 1961                                    | ペニャロール                 | 0 - 1 5 - 0 2 - 1            | ベンフィカ                   | ダ・ルス（リスボン） センテナリオ（モンテビデオ） センテナリオ（モンテビデオ）                   |
| 1962                                    | サントス                     | 3 - 2 5 - 2                  | ベンフィカ                   | マラカナン（リオデジャネイロ） ダ・ルス（リスボン）                                              |
| 1963                                    | サントス                     | 2 - 4 4 - 2 1 - 0            | ミラン                       | サン・シーロ（ミラノ） マラカナン（リオデジャネイロ） マラカナン（リオデジャネイロ）             |
| 1964                                    | インテル                     | 0 - 1 2 - 0 1 - 0 aet        | インデペンディエンテ         | リベルタドーレス（アベジャネーダ） サン・シーロ（ミラノ） サンティアゴ・ベルナベウ（マドリード） |
| 1965                                    | インテル                     | 3 - 0 0 - 0                  | インデペンディエンテ         | サン・シーロ（ミラノ） リベルタドーレス（アベジャネーダ）                                        |
| 1966                                    | ペニャロール                 | 2 - 0                        | レアル・マドリード           | センテナリオ（モンテビデオ） サンティアゴ・ベルナベウ（マドリード）                              |
| 1967                                    | ラシン・クラブ               | 0 - 1 2 - 1 1 - 0            | セルティック                 | ハムデン・パーク（グラスゴー） エル・シリンドロ（アベジャネーダ） センテナリオ（モンテビデオ）   |
| 1968                                    | エストゥディアンテス         | 1 - 0 1 - 1                  | マンチェスター・ユナイテッド | ラ・ボンボネーラ（ブエノスアイレス） オールド・トラッフォード（マンチェスター）                  |
| 1969                                    | ミラン                       | 3 - 0 1 - 2                  | エストゥディアンテス         | サン・シーロ（ミラノ） ラ・ボンボネーラ（ブエノスアイレス）                                      |
| 1970                                    | フェイエノールト             | 2 - 2 1 - 0                  | エストゥディアンテス         | ラ・ボンボネーラ（ブエノスアイレス） デ・カイプ（ロッテルダム）                                  |
| 1971                                    | ナシオナル                   | 1 - 1 2 - 1                  | パナシナイコス               | センテナリオ（モンテビデオ） カライスカキス（アテネ）                                            |
| 1972                                    | アヤックス                   | 1 - 1 3 - 0                  | インデペンディエンテ         | リベルタドーレス（アベジャネーダ） オリンピスフ（アムステルダム）                                |
| 1973                                    | インデペンディエンテ         | 1 - 0                        | ユヴェントス                 | オリンピコ（ローマ）                                                                             |
| 1974                                    | アトレティコ・マドリード     | 0 - 1 2 - 0                  | インデペンディエンテ         | リベルタドーレス（アベジャネーダ） ビセンテ・カルデロン（マドリード）                            |
| 1975                                    | ( バイエルン・ミュンヘン)    | 中止                         | ( インデペンディエンテ)      |                                                                                                  |
| 1976                                    | バイエルン・ミュンヘン       | 2 - 0 0 - 0                  | クルゼイロ                   | ミュンヘン・オリンピア（ミュンヘン） ミネイロン（ベロオリゾンテ）                                |
| 1977                                    | ボカ・ジュニアーズ           | 2 - 2 3 - 0                  | ボルシアMG                   | ラ・ボンボネーラ（ブエノスアイレス） ヴィルトパルク（カールスルーエ）                            |
| 1978                                    | ( リヴァプール)              | 中止                         | ( ボカ・ジュニアーズ)        |                                                                                                  |
| 1979                                    | オリンピア                   | 1 - 0 2 - 1                  | マルメ                       | マルメ・スタディオン（マルメ） ディフェンソーレス・デル・チャコ（アスンシオン）                  |
| トヨタ ヨーロッパ/サウスアメリカ カップ |                              |                              |                              |                                                                                                  |
| 1980                                    | ナシオナル                   | 1 - 0                        | ノッティンガム・フォレスト   | 国立霞ヶ丘競技場（東京）                                                                         |
| 1981                                    | フラメンゴ                   | 3 - 0                        | リヴァプール                 | 国立霞ヶ丘競技場（東京）                                                                         |
| 1982                                    | ペニャロール                 | 2 - 0                        | アストン・ヴィラ             | 国立霞ヶ丘競技場（東京）                                                                         |
| 1983                                    | グレミオ                     | 2 - 1 aet                    | ハンブルガーSV               | 国立霞ヶ丘競技場（東京）                                                                         |
| 1984                                    | インデペンディエンテ         | 1 - 0                        | リヴァプール                 | 国立霞ヶ丘競技場（東京）                                                                         |
| 1985                                    | ユヴェントス                 | 2 - 2 aet (PK 4 - 2)         | アルヘンティノス             | 国立霞ヶ丘競技場（東京）                                                                         |
| 1986                                    | リーベル・プレート           | 1 - 0                        | ステアウア・ブカレスト       | 国立霞ヶ丘競技場（東京）                                                                         |
| 1987                                    | ポルト                       | 2 - 1 aet                    | ペニャロール                 | 国立霞ヶ丘競技場（東京）                                                                         |
| 1988                                    | ナシオナル                   | 2 - 2 aet (PK 7 - 6)         | PSV                          | 国立霞ヶ丘競技場（東京）                                                                         |
| 1989                                    | ミラン                       | 1 - 0 aet                    | アトレティコ・ナシオナル     | 国立霞ヶ丘競技場（東京）                                                                         |
| 1990                                    | ミラン                       | 3 - 0                        | オリンピア                   | 国立霞ヶ丘競技場（東京）                                                                         |
| 1991                                    | レッドスター                 | 3 - 0                        | コロコロ                     | 国立霞ヶ丘競技場（東京）                                                                         |
| 1992                                    | サンパウロ                   | 2 - 1                        | バルセロナ                   | 国立霞ヶ丘競技場（東京）                                                                         |
| 1993                                    | サンパウロ                   | 3 - 2                        | ミラン                       | 国立霞ヶ丘競技場（東京）                                                                         |
| 1994                                    | ベレス                       | 2 - 0                        | ミラン                       | 国立霞ヶ丘競技場（東京）                                                                         |
| 1995                                    | アヤックス                   | 0 - 0 aet (PK 4 - 3)         | グレミオ                     | 国立霞ヶ丘競技場（東京）                                                                         |
| 1996                                    | ユヴェントス                 | 1 - 0                        | リーベル・プレート           | 国立霞ヶ丘競技場（東京）                                                                         |
| 1997                                    | ボルシア・ドルトムント       | 2 - 0                        | クルゼイロ                   | 国立霞ヶ丘競技場（東京）                                                                         |
| 1998                                    | レアル・マドリード           | 2 - 1                        | ヴァスコ・ダ・ガマ           | 国立霞ヶ丘競技場（東京）                                                                         |
| 1999                                    | マンチェスター・ユナイテッド | 1 - 0                        | パルメイラス                 | 国立霞ヶ丘競技場（東京）                                                                         |
| 2000                                    | ボカ・ジュニアーズ           | 2 - 1                        | レアル・マドリード           | 国立霞ヶ丘競技場（東京）                                                                         |
| 2001                                    | バイエルン・ミュンヘン       | 1 - 0 aet                    | ボカ・ジュニアーズ           | 国立霞ヶ丘競技場（東京）                                                                         |
| 2002                                    | レアル・マドリード           | 2 - 0                        | オリンピア                   | 横浜国際総合競技場（横浜）                                                                       |
| 2003                                    | ボカ・ジュニアーズ           | 1 - 1 aet (PK 3 - 1)         | ミラン                       | 横浜国際総合競技場（横浜）                                                                       |
| 2004                                    | ポルト                       | 0 - 0 aet (PK 8 - 7)         | オンセ・カルダス             | 横浜国際総合競技場（横浜）                                                                       |

2005年以後、大会をFIFAクラブワールドカップに継承。
※注
1. ↑  UEFAチャンピオンズカップの覇者アヤックスが出場辞退したため、準優勝のパナシナイコスが出場した。
2. ↑  UEFAチャンピオンズカップの覇者アヤックスが出場辞退したため、準優勝のユヴェントスが出場した。
3. ↑  UEFAチャンピオンズカップの覇者バイエルン・ミュンヘンが出場辞退したため、準優勝のアトレティコ・マドリードが出場した。
4. ↑  UEFAチャンピオンズカップの覇者リヴァプールが出場辞退したため、準優勝のボルシアMGが出場した。
5. ↑  UEFAチャンピオンズカップの覇者ノッティンガム・フォレストが出場辞退したため、準優勝のマルメが出場した。
6. ↑  UEFAチャンピオンズリーグの覇者オリンピック・マルセイユは八百長事件の責任で、優勝者としての活動を禁止された（ただし優勝記録自体は有効）ため、準優勝のミランが出場した。

## エピソード
- 大会MVPに選ばれた選手には、トヨタ自動車から副賞として同社製の自動車が贈られていた（例：セリカ、カリーナ、エスティマ、ランドクルーザーなど）。1981年の第2回大会では、ブラジルは外貨の流出防止や国内の産業保護のため、外国産車の輸入に厳しい規制がかけられていたが、その大会でMVPになったジーコは、ブラジル連邦共和国大統領ジョアン・フィゲイレドに電話一本で輸入許可を取りつけ、長年愛用していた。
- 1985年大会でミシェル・プラティニ（ユヴェントス）が自ら「選手としてのピーク」と語った“幻のゴール”となるシュートを放った。
- 1987年大会では、試合開始前からの激しい降雪によりピッチ内に雪が積もり、降雪試合用として蛍光色のボールを使用したが、寒さのためサッカーボールが破裂した。